# Pèl-de-ca
El Pèl-de-ca és una muntanya de 1.939 metres que es troba al municipi de Vilallonga de Ter, a la comarca catalana del Ripollès.